# Çavundur, Şarkikaraağaç
Çavundur là một xã thuộc huyện Şarkikaraağaç, tỉnh Isparta, Thổ Nhĩ Kỳ. Dân số thời điểm năm 2011 là 91 người.